# Matèria orgànica dissolta
La matèria orgànica dissolta (MOD) consisteix en tot el conjunt de molècules orgàniques presents a l'aigua en forma dissolta. Aquesta fracció es troba en totes les aigües de sistemes aquàtics naturals, tant marins com d'aigua dolça; i representa un dels majors reservoris de carboni reactiu del planeta.
Degut a l'heterogeneïtat de formes químiques que conté, la matèria orgànica dissolta presenta un ventall d'interaccions amb l'ecosistema. D'una banda, té la capacitat de regular el pH i l'alcalinitat de l'aigua, així com la disponibilitat de nutrients i metalls. D'altra banda, representa una font d'energia i de carboni pels microorganismes heterotròfics, el que constitueix la via tròfica coneguda com a bucle microbià.

## Composició química
Per convenció, es considera que la MOD inclou totes aquelles molècules orgàniques que estan per sota d'una mida molecular determinada. En l'àmbit científic, aquest llindar se sol considerar de 0,45 micròmetres, malgrat que també és habitual situar-lo en 0,22 o 0,7 micròmetres. La pràctica habitual per obtenir mostres de MOD consisteix a filtrar una mostra d'aigua amb filtres de fibra de vidre prèviament combustionats.
La composició molecular de la MOD és altament complexa i heterogènia. En termes generals, es considera que té dues fraccions principals: una fracció húmica, i una altra de no húmica:
- Fracció húmica: Aquesta categoria inclou tot un conjunt de molècules altament aromàtiques que formen estructures macromoleculars i que poden incloure un ampli rang de mides moleculars. La majoria d'aquestes molècules romanen químicament indefinides. A causa d'aquesta complexitat, en lloc d'un compost pur se les considera com una substància, i per això en conjunt s'anomenen substàncies húmiques. Aquestes substàncies tenen un origen biogènic, i deriven de materials vegetals com ara la cel·lulosa o la lignina. Sovint es considera que aquestes substàncies són altament resistents a la degradació biològica, malgrat que s'ha observat que – especialment en sistemes amb temps de residència de l'aigua prou elevats – la seva utilització per part de la comunitat bacteriana heterotròfica pot ser rellevant. Les substàncies húmiques representen la fracció majoritària de les molècules de la MOD, ja que poden representar entre el 50 i el 75% de la seva composició.[4]
- Fracció no húmica: Aquesta categoria inclou biomolècules senzilles i químicament ben definides com ara lípids, aminoàcids i proteïnes, glúcids i àcids nucleics, entre d'altres. Aquesta fracció és considerada com la més làbil, és a dir, que és ràpidament utilitzada per la biota que viu a l'aigua. El seu origen rau majoritàriament en secrecions cel·lulars per part d'algues i bacteris.

També, en les últimes dècades, s'han afegit a la MOD tota una sèrie de molècules d'origen antropogènic, que arriben als sistemes aquàtics a través d'abocaments d'aigües residuals, o bé fruit de processos de depuració d'aigües.

## Mètodes de caracterització
A causa de la gran complexitat química de les substàncies húmiques, i del fet que potencialment la diversitat d'estructures químiques que poden prendre és infinita, és inviable definir la composició exacta de totes les molècules que componen la MOD. Per això, a l'hora de caracteritzar la MOD s'utilitzen tècniques que estudien característiques específiques de la MOD, com ara: la distribució de mides moleculars, les propietats òptiques, la composició elemental o la seva biodisponibilitat.

### Anàlisi de la distribució de mides moleculars
Aquesta anàlisi consisteix a mesurar quin ventall de mides moleculars existeix en una mostra determinada de MOD. Hi ha dues metodologies principals: l'anàlisi de categories discretes de mides moleculars, i la separació cromatogràfica al llarg d'un continu de mides moleculars.
La primera s'aconsegueix en un procés anomenat ultrafiltració, en la qual la mostra es filtra successivament per filtres amb diàmetre de porus cada vegada més petits. Segons aquesta metodologia, la MOD es divideix convencionalment en les categories d'alt pes molecular (<1 kDa), pes molecular mitjà (1-100 kDa) i baix pes molecular (>100 kDa), encara que aquestes categories poden ser molt variables entre estudis.
L'any 2002 Amon i Benner van proposar un model, anomenat "contínuum de mida-reactivitat" que relaciona la mida molecular de la DOM amb la seva bioreactivitat. Segons aquest model, les molècules de major mida molecular són més làbils, ja que correspondrien a molècules de més recent formació. En canvi, les molècules més petites serien el resultat de la degradació de les molècules més grans, consistents en un residu recalcitrant.

### Anàlisi de les propietats òptiques
Aquesta anàlisi es basa en el fet que una gran part de les molècules que componen la MOD tenen la capacitat intrínseca d'interaccionar amb la llum. Específicament, els anells aromàtics presents en les substàncies húmiques i alguns aminoàcids (triptòfan, tirosina i fenilalanina) contenen electrons que, quan són exposats a la llum, absorbeixen la seva energia i la reemeten a una longitud d'ona inferior. El procés d'absorció de la llum s'anomena absorbància, mentre que l'absorció i emissió s'anomena fluorescència. La longitud d'ona a la qual una substància absorbeix i emet la llum és específica per cada compost. Per això, diversos components de la MOD poden ser identificats mitjançant l'anàlisi de la màxima intensitat de fluorescència a la qual absorbeixen i emeten llum.
Aquesta anàlisi es fa mitjançant la mesura de matrius d'emissió-excitació. Aquestes matrius corresponen a l'anàlisi de la intensitat de fluorescència d'una mostra de MOD al llarg d'un rang de longituds d'ona d'excitació i d'emissió. El resultat és un mapa òptic en el qual diferents components apareixen en forma de pic. Cal tenir en compte que cada pic no correspon a un compost pur, sinó a un conjunt de compostos que comparteixen unes propietats òptiques molt semblants.
Les principals fraccions de la MOD que es poden identificar amb aquesta tècnica són:
- Substàncies de tipus húmic i d'origen terrestre, d'edat diagenètica avançada. Apareixen a una excitació d'entre 330-350 nm i una emissió d'entre 420-480 nm, en un pic anomenat C.
- Substàncies de tipus húmic i d'origen terrestre, de poca edat diagenètica. Apareixen a una excitació d'entre 250-260 nm i una emissió d'entre 380-480 nm, en un pic anomenat A.
- Substàncies de tipus húmic d'origen autòcton. Apareixen a una excitació d'entre 310-320 nm i una emissió d'entre 380-420 nm, en un pic anomenat M.
- Substàncies de tipus proteic, derivades del triptòfan. Apareixen a una excitació d'entre 270-280 nm i una emissió d'entre 320-350 nm, en un pic anomenat T.
- Substàncies de tipus proteic, derivades de la tirosina. Apareixen a una excitació d'entre 270-280 nm i una emissió d'entre 300-320 nm, en un pic anomenat B.